# مولینا
مولینا (انگلیسی: Molina) شرکت مراقبت سلامت آمریکایی است، که در سال ۱۹۸۰ تأسیس شد.